# Arianna Savall
Arianna Savall (Basilea, 1972) è una musicista e cantante spagnola.

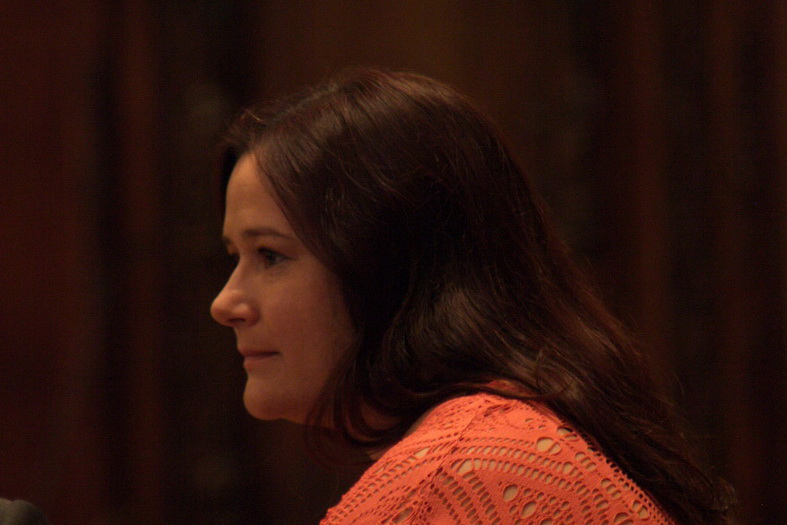
Arianna Savall, 2015.

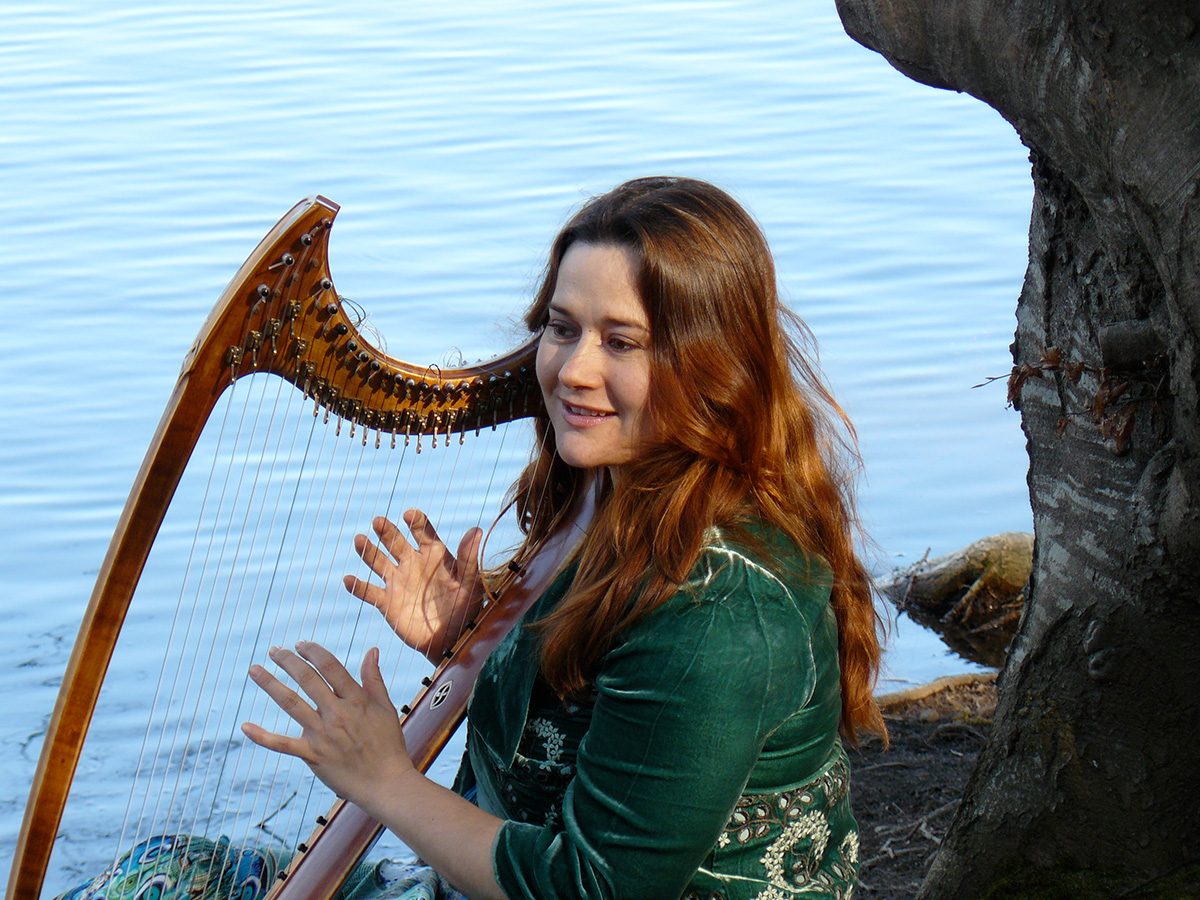

I suoi genitori Montserrat Figueras e Jordi Savall e suo fratello Ferran Savall sono anch'essi musicisti. Nel 1991, a Barcellona, intraprende lo studio dell'arpa classica con Magdalena Barrera e di canto con María Dolores Aldea, al conservatorio di Terrassa, dove, nel 1996 consegue il diploma d'arpa e nel 2000 il diploma di canto.
Nel 1992 comincia a studiare interpretazione storica con Rolf Lislevand presso il Conservatorio di Tolosa e segue numerosi corsi con Andrew Lawrence-King, Hopkinson Smith e i suoi genitori. Nel 1996 segue un seminario di formazione in canto, sotto la guida di Kurt Widmer alla Schola Cantorum Basiliensis. Parallelamente, si specializza in arpe storiche con Heidrun Rosenzweig. Il suo debutto in un'opera barocca avviene nel 2000, al Theater Basel. Canta in Opera seria, di Florian Leopold Gassman, diretta da Carlos Harmuch. Ha interpretato il ruolo di Euridice nell'Orfeo di Claudio Monteverdi al Festival de Musique Ancienne di Beaune.
Partecipa a numerose incisioni di Alia Vox sia come cantante che come arpista.

## Discografia
- 1998 - José Marín, Tonos Humanos (Alia Vox)
- 1999 - La Folia, con l'Hespérion XXI (Alia Vox)
- 2000 - Carlos V con La Capella Reial de Catalunya e Hespèrion XXI (Alia Vox)
- 2000 - Diáspora Sefardí, con Hespérion XXI (Alia Vox)
- 2001 - Alfabeto, con Rolf Lislevand (Naïve Records)
- 2003 - Ninna Nanna (Alia Vox)
- 2003 - Villancicos y danzas criollas, con La Capella Reial de Catalunya e Hespèrion XXI (Alia Vox)
- 2003 - Sopra la Rosa, con il Ricercar Consort (Ambroisie-Mirare)
- 2003 - Joyssance vous donneray, con l'ensemble Il Desiderio, dir. Thomas Kügler (Aeolus)
- 2004 - Bella Terra, album solista (Alia Vox)
- 2005 - Du temps et de l'instant (Alia Vox)
- 2006 - Nuove Musiche, con Rolf Lislevand (ECM)
- 2009 - Peiwoh (Alia Vox)
- 2012 - Hirundo Maris, con Petter Udland Johansen (ECM Records)